# Rio Caçador
Der Rio Caçador ist ein etwa 36 km langer rechter Nebenfluss des Rio Piquiri in der Mitte des brasilianischen Bundesstaats Paraná.

## Etymologie
Rio Caçador ist auf Deutsch der Jägerfluss.

## Geografie

### Lage
Das Einzugsgebiet des Rio Caçador befindet sich auf dem Terceiro Planalto Paranaense (Dritte oder Guarapuava-Hochebene von Paraná).

### Verlauf
Sein Quellgebiet liegt auf der Grenze zwischen den Munizipien Turvo und Boa Ventura de São Roque auf 953 m Meereshöhe etwa 8 km nördlich des Hauptorts in der Nähe der PRC-466.
Der Fluss verläuft überwiegend in südwestlicher Richtung zunächst entlang der Grenze von Turvo zu Boa Ventura de São Roque und in der zweiten Hälfte seines Laufs zu Santa Maria do Oeste. Er mündet auf 916 m Höhe von rechts in den Rio Piquiri. Er ist etwa 36 km lang.

### Munizipien im Einzugsgebiet
Am Rio Caçador liegen die drei Munizipien Turvo, Boa Ventura de São Roque und Santa Maria do Oeste.